# Еверетт (Пенсільванія)
Еверетт (англ. Everett) — місто (англ. borough) в США, в окрузі Бедфорд штату Пенсільванія. Населення — 1765 осіб (2020).

## Географія
Еверетт розташований за координатами 40°0′39″ пн. ш. 78°21′18″ зх. д. / 40.01083° пн. ш. 78.35500° зх. д. (40.010887, -78.354990).  За даними Бюро перепису населення США в 2010 році місто мало площу 2,74 км², з яких 2,54 км² — суходіл та 0,21 км² — водойми.

## Демографія
Згідно з переписом 2010 року, у селищі мешкали 1834 особи в 835 домогосподарствах у складі 463 родин. Густота населення становила 668 осіб/км².  Було 933 помешкання (340/км²).
Расовий склад населення:
| - 96,9 % — білих - 1,3 % — чорних або афроамериканців - 0,1 % — корінних американців - 0,1 % — азіатів |

До двох чи більше рас належало 1,5 %. Частка іспаномовних становила 1,4 % від усіх жителів.
За віковим діапазоном населення розподілялося таким чином: 23,3 % — особи молодші 18 років, 58,1 % — особи у віці 18—64 років, 18,6 % — особи у віці 65 років та старші. Медіана віку мешканця становила 39,9 року. На 100 осіб жіночої статі у селищі припадало 84,5 чоловіків;  на 100 жінок у віці від 18 років та старших — 80,5 чоловіків також старших 18 років.
Середній дохід на одне домашнє господарство  становив 40 813 долари США (медіана — 26 915), а середній дохід на одну сім'ю — 52 416 доларів (медіана — 31 548). Медіана доходів становила 30 938 доларів для чоловіків та 26 319 доларів для жінок. За межею бідності перебувало 33,0 % осіб, у тому числі 48,5 % дітей у віці до 18 років та 12,6 % осіб у віці 65 років та старших.
Цивільне працевлаштоване населення становило 780 осіб. Основні галузі зайнятості: роздрібна торгівля — 21,4 %, виробництво — 16,4 %, освіта, охорона здоров'я та соціальна допомога — 16,0 %.